# Vlag van Groningen (stad)

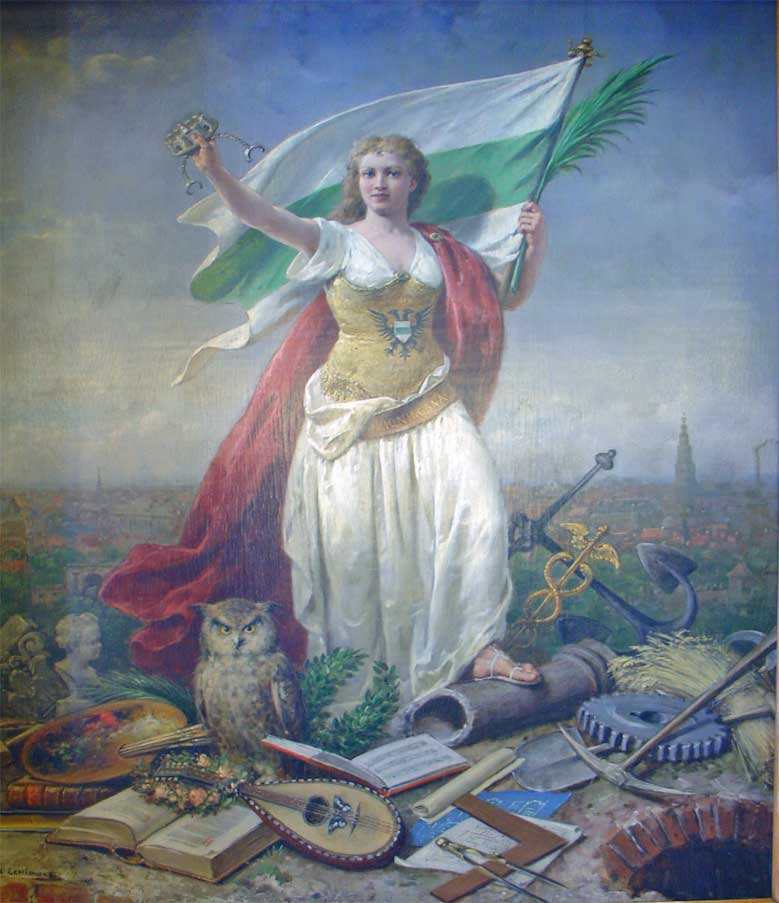
De Stedenmaagd met de Groninger vlag (1920) door Otto Eerelman.

De vlag van de stad en gemeente Groningen werd nooit officieel vastgesteld.
Vanaf de 17e eeuw werd op de Groninger vlaggen en vaandels vaak gebruikgemaakt van het stadswapen, eventueel gecombineerd met de kleuren groen en wit. In de huidige vorm met drie banen wordt de vlag voor het eerst aangetroffen in 1879. Later, in 1897, liet burgemeester Modderman weten "dat de vlag dezer gemeente bestaat uit drie banen van gelijke breedte, waarvan de middelste groen en de beide andere banen wit gekleurd zijn".
De vlag is een rechthoekig vlak met drie horizontale banen die elk even hoog zijn. De banen hebben van boven naar beneden de kleuren wit, groen en wit. De vlag heeft een hoogte-breedteverhouding van 2:3.
De kleuren zijn, net als die van het gemeentewapen, ontleend aan het wapen van de Groninger prefecten.
De vlag van de provincie Groningen werd in 1950 mede afgeleid van de stad-Groninger vlag.

## Verwante afbeeldingen

Het Groninger stadswapen
De provincievlag van Groningen